# Красноярська (Омутинський район)
Красноя́рська (рос. Красноярская) — присілок у складі Омутинського району Тюменської області, Росія.
Населення — 86 осіб (2010, 59 у 2002).
Національний склад станом на 2002 рік:
- росіяни — 86 %